# 로마 제국 쇠망사
《로마 제국 쇠망사》（로마帝國衰亡史）(The History of the Decline and Fall of the Roman Empire)는 영국의 역사가 에드워드 기번이 쓴 역사책이다. 네르바-안토니누스 왕조(6황제 시대-5현제와 콤모두스)부터 로마 제국 멸망까지를 담고 있다. 모두 6권으로 이루어져 있으며 첫 권은 1776년, 제2권과 3권이 1781년, 제4, 5, 6권이 1788년과 1789년에 각각 출간되었다.
에드워드 기번의 일생은 로마 역사를 쓰기 위해 만들어진 세월로 이루어져 있다. 어린 시절부터 고대 역사와 철학, 문화를 섭렵하기 시작하였으며 어릴적 건강이 좋지 못했던 환경은 기번으로 하여금 더욱더 역사에 몰두할 수 있는 분위기를 만들어주었다. 특히 프랑스어, 그리스어, 라틴어 등에 대한 해박한 지식은 고대 역사 연구를 더욱 용이하게 만들었다.
《로마 제국 쇠망사》에는 트라야누스 황제 시기부터 동로마 제국 멸망이라는 무려 1200년간이 넘는 기간이 서술되어 있다. 이 긴 시간을 일관된 흐름으로 정리하고 분석한다는 것은 쉬운 일이 절대 아니다. 기번은 로마 제국이라는 나라가 어떻게 부침을 거듭하며 몰락해 가기 시작했는가 서술하고 있다.
아이작 아시모프는 그의 장편 《파운데이션 시리즈》의 서문에서 그 작품의 집필 동기를 《로마 제국 쇠망사》에서 얻었다고 기록하고 있다.

## 구성
기번은 ≪로마제국 쇠망사≫를 대체로 다음 세 시기로 구분해 저술했다.
- 제1기는 오현제 시대부터 게르만족과 훈족 등에 의해 서로마제국이 멸망하는 시기까지 다룬다.
- 제2기는 동로마제국의 영광을 회복한 유스티니아누스 대제 시기부터 이슬람의 발흥 및 800년, 교황에 의한 샤를마뉴의 등극까지 다룬다.
- 마지막으로 제3기는 서로마제국의 부활로부터 터키인에 의한 콘스탄티노플 공략, 로마 황제 계보가 완전히 소멸할 때까지의 약 6세기 반의 기간을 포함한다.

이 기간 동안 등장하는 십자군의 역사를 포함해 다룬다. 한마디로 100년에서 1500년에 이르는 서유럽의 역사와 서방에 중요한 영향을 미친 동방의 역사를 총괄한다.
≪로마제국 쇠망사≫는 로마의 장구한 역사를 당대의 시대상과는 다소 다른 시각으로 서술했다. 기번은 엄청난 사료와 자신이 신봉할 수 있는 객관적인 시각에서 로마제국의 쇠망사를 집필하는 데 주력했다. 그는 신의 존재는 기꺼이 받아들이면서도 기독교가 전파됨에 따른 폐해에 대해 집중적으로 서술했는데, 이에 따라 시종일관 종교적 불경이라는 비난을 받았다. 그러나 케임브리지대학교의 베리 박사는 기번의 세 가지 판본을 비교하고 편집하며 그를 시대를 초월한 스승이라고 설명했다. 그가 기번의 장점으로 내세운 것은 과감하고 정확한 평가 기준, 바른 안목과 문제를 전체적으로 파악하는 기지, 문제점 있는 내용은 유보하고 의구심을 표명하는 적절한 판단력, 자신의 독특한 표현 방법에 대해 시종일관하는 집중력 등이다. 대부분의 경우 일반적으로 받아들일 수 있는 사실에 대한 정확한 기술과 그러한 역사적 사실에 대한 기번의 평가나 작업이 아직도 여전히 유효하다는 것은 그가 역사학자로서 갖추어야 할 정확성과 엄밀성을 갖고 ≪로마제국 쇠망사≫를 저술했음을 보여 준다. 이것이 현재에도 ≪로마제국 쇠망사≫가 세계인들이 선호하는 고전으로 손꼽히는 이유다. 이 책은 이후에도 역사학뿐만 아니라 정치·경제·문화에도 커다란 영향을 미쳤다.

## 한글 번역서
- 《로마 제국 쇠망사》, 전 11권, 김영진 옮김(일본어 중역), 대광서림, 1990.
- 《로마 제국 쇠망사》, 전 6권, 윤수인 외 옮김(완역), 민음사, 2010.

## 같이 보기
- 서로마 제국의 몰락